# 団結広場 (ホータン市)

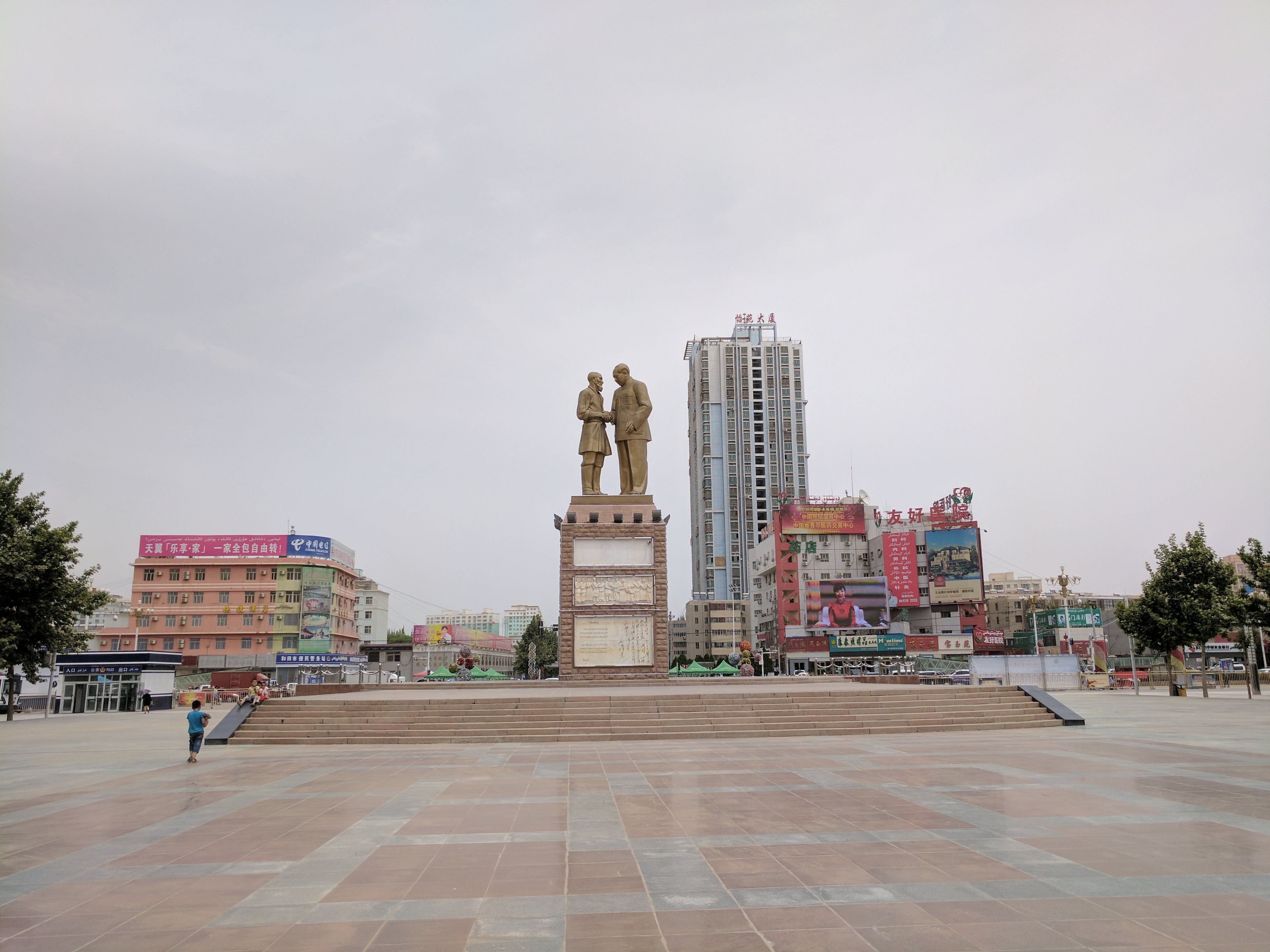
クルバン・トゥルムが毛沢東と握手する像

団結広場（だんけつひろば、中国語: 团结广场、英語: Unity Square）は中国新疆ウイグル自治区のホータン市の町の中心部にある大きな広場である。東西200メートル、南北250メートルあり、ホータン地区の大多数を占めるウイグル人との団結を目指して、このように名付けられている。
広場の中央には、クルバン・トゥルム（Kurban Tulum、別称：「クルバンおじさん」）が毛沢東と握手する巨大な像があり、夕方からは広場の東南隅に屋台街も出現する。

## 参照項目
- ホータンの観光地